# 茲普城 (阿拉巴馬州)
茲普城（英語：Zip City）是一個位於美國阿拉巴馬州勞德代爾縣的非建制地區。該地的面積和人口皆未知。

## 地理
茲普城的座標為34°57′17″N 87°40′12″W / 34.95472°N 87.67000°W，而該地的平均海拔高度為222米（即728英尺）。